# Canadian Senior Curling Championships
Canadian Senior Curling Championships, mistrzostwa Kanady w curlingu seniorów (weteranów), w których wszyscy zawodnicy muszą mieć powyżej 50 lat. Zespoły, które wywalczą tytuł mistrzowski reprezentują Kanadę na mistrzostwach świata w roku następnym. 
Zawody męskie rozgrywane są od 1966 a kobiet 1973, do 1984 turnieje były rozgrywane oddzielnie. Najwięcej razy złote medale zdobywali reprezentanci Manitoby (mężczyźni) i Ontario (kobiety). W mistrzostwach świata Kanadyjczycy są najlepszą nacją, na rozegranych 9 imprez kobiety 6 razy sięgały po tytuł mistrzyń globu, 3-krotnie przegrywały w finale. Panowie również mają na swoim koncie tyle samo triumfów oraz 2 srebrne medale, tylko raz nie udało im się stanąć na podium.

## Zwycięzcy

### Kobiety
| Rok  | Prowincja/ terytorium | Skład drużyny                                                        |
| ---- | --------------------- | -------------------------------------------------------------------- |
| 1973 | Kolumbia Brytyjska    | Ada Calles, Ina Hansen, May Shaw, Barbara Weir                       |
| 1974 | Kolumbia Brytyjska    | Flora Martin, Edna Messum, Doreen Baker, Betty Stubbs                |
| 1975 | Kolumbia Brytyjska    | Flora Martin, Edna Messum, Doreen Baker, Betty Stubbs                |
| 1976 | Alberta               | Hadie Manley, Bernie Durward, Anna Kasting, Gladys Baptist           |
| 1977 | Kolumbia Brytyjska    | Vi Tapella, Rose Neratini, Doris Driesche, Mary Lee Bacchus          |
| 1978 | Alberta               | Hadie Manley, Bernie Durward, Dee McIntyre, Anna Kasting             |
| 1979 | Kolumbia Brytyjska    | Flora Martin, Elsie Humphrey, Verle McKeown, Edna Messum             |
| 1980 | Kolumbia Brytyjska    | Flora Martin, Elsie Humphrey, Verle McKeown, Edna Messum             |
| 1981 | Alberta               | Bea Meyer, Eileen Cyr, Leah Nate, Alice Vejprava                     |
| 1982 | Nowa Szkocja          | Verda Kempton, Lucille Hamm, Molly Pirie, Lois Smith                 |
| 1983 | Manitoba              | Mabel Mitchell, Mary Adams, Mildred Murray, June Clark               |
| 1984 | Saskatchewan          | Ev Krahn, Twyla Widdifield, Shirley Little, June Kaufman             |
| 1985 | Saskatchewan          | Ev Krahn, Twyla Widdifield, Shirley Little, June Kaufman             |
| 1986 | Saskatchewan          | Ev Krahn, Twyla Widdifield, Shirley Little, June Kaufman             |
| 1987 | Nowa Szkocja          | Verda Kempton, Marita Morrow, Joan Mason, Molly Pirie                |
| 1988 | Ontario               | Phyllis Nielsen, Barbara Baird, Geraldine Barton, Mary Ellen McGugan |
| 1989 | Saskatchewan          | Emily Farnham, Mary Todarchuk, Mary Heidt, Arlie Ellsworth           |
| 1990 | Ontario               | Jill Greenwood, Yvonne Smith, Maymar Gemmell, Vicki Lauder           |
| 1991 | Northern Ontario      | Eila Brown, Arline Wilson, Eileen Chivers-Wilson, Betty Toskovich    |
| 1992 | Saskatchewan          | Sheila Rowan, Donna Trapp, Doreen Thomas, Joyce McKee                |
| 1993 | Ontario               | Jill Greenwood, Yvonne Smith, Vicki Lauder, Maymar Gemmell           |
| 1994 | Alberta               | Cordella Schwengler, Marj Stewart, Betty Clarke, Nora Eaves          |
| 1995 | Northern Ontario      | Sheila Ross, Linda Anderson, Barbara Gordon, Raylene D’Agostino      |
| 1996 | Ontario               | Jill Greenwood, Yvonne Smith, Gloria Campbell, Vicki Lauder          |
| 1997 | Quebec                | Agnès Charette, Martha Don, Lois Baines, Mary Anne Robertson         |
| 1998 | Ontario               | Jill Greenwood, Yvonne Smith, Gloria Campbell, Vicki Lauder          |
| 1999 | Quebec                | Agnès Charette, Martha Don, Lois Baines, Mary Anne Robertson         |
| 2000 | Quebec                | Agnès Charette, Martha Don, Lois Baines, Mary Anne Robertson         |
| 2001 | Ontario               | Anne Dunn, Lindy Marchuk, Gloria Campbell, Fran Todd                 |
| 2002 | Ontario               | Anne Dunn, Lindy Marchuk, Gloria Campbell, Carol Thompson            |
| 2003 | Saskatchewan          | Nancy Kerr, Linda Burnham, Kenda Richards, Gertie Pick               |
| 2004 | Ontario               | Anne Dunn, Lindy Marchuk, Gloria Campbell, Fran Todd                 |
| 2005 | Ontario               | Joyce Potter, Muriel Potter, Janelle Sadler, Bonnie Morris           |
| 2006 | Ontario               | Anne Dunn, Lindy Marchuk, Gloria Campbell, Carol Thompson            |
| 2007 | Alberta               | Diane Foster, Shirley McPherson, Chris Wilson, Shirley Kohuch        |
| 2008 | Kolumbia Brytyjska    | Pat Sanders, Cheryl Noble, Roselyn Craig, Christine Jurgenson        |
| 2009 | Nowa Szkocja          | Colleen Pinkney, Wendy Currie, Karen Hennigar, Susan Creelman        |
| 2010 | Kolumbia Brytyjska    | Christine Jurgenson, Cheryl Noble, Pat Sanders, Roselyn Craig        |
| 2011 | Nowy Brunszwik        | Heidi Hanlon, Kathy Floyd, Judy Blanchard, Jane Arsenau              |
| 2012 | Alberta               | Cathy King, Carolyn Morris, Lesley McEwan, Doreen Gares              |
| 2013 | Nowa Szkocja          | Colleen Pinkney, Wendy Currie, Shelley MacNutt, Susan Creelman       |

### Mężczyźni
| Rok  | Prowincja/ terytorium      | Skład drużyny                                                        |
| ---- | -------------------------- | -------------------------------------------------------------------- |
| 1966 | Ontario                    | Jim Johnston, Tom Rosborough, Joe Todd, Ed Waller                    |
| 1967 | Nowy Brunszwik             | Jim Murphy, Harry Farrell, Don Beatteay, Walter Biddiscombe          |
| 1968 | Saskatchewan               | Don Wilson, Carson Tufts, Ivan McMillan,Reuben Lowe                  |
| 1969 | Ontario                    | Alfie Phillips, George Cowan, Sandy McTavish, Jack Young             |
| 1970 | Kolumbia Brytyjska         | Don MacRae, Gene Koster, Bev Smiley, Doc Howden                      |
| 1971 | Wyspa Księcia Edwarda      | Wen MacDonald, John Squarebriggs, Doug George, Dan O'Rourke          |
| 1972 | Quebec                     | Ken Weldon, Ben McCormick, Bob Hubbard, Larry Elliott                |
| 1973 | Manitoba                   | Bill McTavish, Bunt McLean, John McLean, Harry Sulkers               |
| 1974 | Kolumbia Brytyjska         | George Beaudry, Buzz McGibney, Tom Clark, Harvey McKay               |
| 1975 | Wyspa Księcia Edwarda      | Wen MacDonald, John Squarebriggs, Irvine MacKinnon, Don Hutchison    |
| 1976 | Wyspa Księcia Edwarda      | Wen MacDonald, John Squarebriggs, Irvine MacKinnon, Don Hutchison    |
| 1977 | Saskatchewan               | Morrie Thompson, Bert Harbottle, Archie Bartley, Mac McKee           |
| 1978 | Saskatchewan               | Art Knutson, Ernie Vaughan, Gay Knutson, Elmer Knutson               |
| 1979 | Alberta                    | Cliff Forry, John Wolfe, Fred Kalicum, Ray Wellman                   |
| 1980 | Saskatchewan               | Terry McGeary, Don Berglind, Hillis Thompson, Clare Ramsay           |
| 1981 | Quebec                     | Jim Wilson, Garth Ruiter, George Brown, Bert Skitt                   |
| 1982 | Manitoba                   | Lloyd Gunnlaugson, Toru Suzuki, Albert Olson, Elgin Christianson     |
| 1983 | Manitoba                   | Lloyd Gunnlaugson, Toru Suzuki, Albert Olson, Dennis Reid            |
| 1984 | Manitoba                   | Lloyd Gunnlaugson, Toru Suzuki, Albert Olson, Elgin Christianson     |
| 1985 | Saskatchewan               | Frank Scheirich, Joseph Golumbia, Wally Yuzdepski, Alexander Wasslen |
| 1986 | Ontario                    | Earle Hushagen, Joe Gurowka, Art Lobel, Bert Baragar                 |
| 1987 | Manitoba                   | Norm Houcvk, Henry Kroeger, Sam Doherty, Doug McCartney              |
| 1988 | Alberta                    | Bill Clark, Cyrus Little, Murray MacDonald, John Mayer               |
| 1989 | Ontario                    | Jim Sharples, Art Lobel, Joe Gurowka, Peter Warren                   |
| 1990 | Manitoba                   | Jim Ursel, Norm Houck, Stan Lamont, Henry Kroeger                    |
| 1991 | Manitoba                   | Jim Ursel, Norm Houck, John Helston, Stan Lamont                     |
| 1992 | Ontario                    | Jim Sharples, Art Lobel, Joe Gurowka, Brian Longley                  |
| 1993 | Alberta                    | Len Erickson, Merl Brown, Bernie Desjarlais, Nelson Caron            |
| 1994 | Nowy Brunszwik             | David Sullivan, Wally Nason, Roland Lord, Bill Ayer                  |
| 1995 | Ontario                    | Bill Dickie, Thom Pritchard, Keith MacGregor, George Dolejsi         |
| 1996 | Ontario                    | Bob Turcotte, Roy Weigand, Bob Lichti, Steve McDermot                |
| 1997 | Ontario                    | Bob Turcotte, Roy Weigand, Bob Lichti, Steve McDermot                |
| 1998 | Saskatchewan               | Gary Bryden, Dale Graham, Wilf Foss, Jerry Zimmer                    |
| 1999 | Kolumbia Brytyjska         | Ken Watson, Ed Dezura, John Himbury, Howard Grisack                  |
| 2000 | Ontario                    | Bob Turcotte, Roy Weigand, Bob Lichti, Steve McDermot                |
| 2001 | Manitoba                   | Gary Ross, Winston Warren, Gary Smith, Ken Orr                       |
| 2002 | Manitoba                   | Carl German, Ray Fillion, Ray McDougall, Brian Copeland              |
| 2003 | Manitoba                   | Tom Reed, Warren Kushnir, Larry Gardeski, Garry Landry               |
| 2004 | Nowa Fundlandia i Labrador | Bas Buckle, Bob Freeman, Gerry Young, Harvey Holloway                |
| 2005 | Alberta                    | Les Rogers, Marvin Wirth, Ken McLean, Millard Evans                  |
| 2006 | Northern Ontario           | Al Hackner, Rick Lang, Alan Laine, Brian Adams                       |
| 2007 | Alberta                    | Pat Ryan, Marvin Wirth, Ken McLean, Millard Evans                    |
| 2008 | Saskatchewan               | Eugene Hritzuk, Kevin Kalthoff, Verne Anderson, Dave Folk            |
| 2009 | Ontario                    | Bruce Delaney, Rick Bachand, Duncan Jamieson, George Mitchell        |
| 2010 | Alberta                    | Mark Johnson, Marv Wirth, Ken McLean, Millard Evans                  |
| 2011 | Manitoba                   | Kelly Robertson, Doug Armour, Peter Prokopowich, Bob Scales          |
| 2012 | Alberta                    | Rob Armitage, Randy Ponich, Wilf Edgar, Keith Glover                 |
| 2013 | Nowy Brunszwik             | Wayne Tallon, Mike Kennedy, Mike Flannery, Wade Blanchard            |